# 그 햇살이 나에게
《그 햇살이 나에게》는 2002년 1월 2일부터 2월 21일까지 방영된 문화방송 수목 미니시리즈이다. 바닷가 태생의 밝고 건강한 주인공이 쇼호스트로 성공하기까지의 이야기와 그의 출생의 비밀에 얽힌 이야기를 담았다.

## 등장 인물

### 주요 인물
- 김소연: 김연우(22세) 역
- 류시원: 강동석(29세) 역
- 유선: 최준희(25세) 역
- 박광현: 이한수(23세) 역

### 주변 인물
- 김현수: 최소희(22세) 역 - 준희의 동생, 음대 3학년
- 양미경: 김연숙(39세) 역 - 김연우의 친모
- 이휘향: 윤 여사(43세) 역 - 최준희의 어머니, 대명그룹 미술관장
- 최불암: 최명호(70세) 역 - 최준희의 할아버지, 대명그룹 회장
- 길용우: 최태경(49세) 역 - 최준희의 아버지, 대명그룹 사장
- 김창완: 주민호(38세) 역 - 강동석의 선배
- 김성겸: 김광철(55세) 역 - 김연숙의 아버지, 선장

### 그 외 인물
- 장용: 강동석의 아버지 역
- 정영숙: 강동석의 어머니 역
- 최종원
- 장정희
- 정종준
- 권기선
- 김선동
- 정호근
- 박형준
- 박형선
- 김현정
- 이연경
- 안혜란
- 김일웅
- 조재혁
- 최세환
- 구혜령
- 서문경
- 김나영
- 박상조
- 이정화
- 신귀식
- 엄춘배
- 유태웅
- 김철기
- 강용석
- 손민경
- 윤희주
- 조명진
- 김태현
- 양현태
- 염재욱
- 오협
- 강보라
- 최자혜
- 신동미
- 지양명
- 전익령
- 현숙희
- 송귀현
- 이종래
- 국정환
- 박병훈
- 이숙
- 김홍수
- 류현철
- 김기현
- 정승재
- 주우
- 백종헌
- 김보성
- 임현식

## 참고 사항
- 하지원이 김연우 역에 낙점되었다가 김소연으로 바뀌면서 하지원은 김연우의 이복언니인 최준희 역으로 캐스팅 교체 제의를 받았으나 그에 불만을 가지며 출연을 고사했다.[1]
- 이후 최준희 역은 박상아의 캐스팅이 확정적이었지만 당시 불거진 스캔들 문제로 인해 출연을 고사했다.[2][3]